# Південний схід штату Ріу-Гранді-ду-Сул (мезорегіон)
Південний схід штату Ріу-Гранді-ду-Сул (порт. Mesorregião do Sudeste Rio-Grandense) — адміністративно-статистичний мезорегіон в Бразилії, входить в штат Ріу-Гранді-ду-Сул. Населення становить 942 938 чоловік на 2005 рік. Займає площу 42 539,655 км². Густота населення — 22,2 чол./км².

## Склад мезорегіону
В мезорегіон входять наступні мікрорегіони:
1. Серрас-ді-Судесті
2. Жагуаран
3. Пелотас
4. Літорал-Лагунар

| Бразилія | Це незавершена стаття з географії Бразилії. Ви можете допомогти проєкту, виправивши або дописавши її. |